# Huawei Ascend D1 Quad
 (août 2014).
Huawei Ascend D1 Quad (Chinois simplifié : 华为 Ascend D1 四核 ; pinyin : Huáwéi Ascend D1 sìhé) U9510 est un téléphone mobile de la société chinoise de Shenzhen Huawei, sorti en 2012.
Les avantages annoncés :
- SoC ARM Cortex A9 HiSilicon K3v2, quad-cœur, 16 cœurs graphiques.
- écran 4,5 pouces 32 bits (16 millions de couleurs)
- Boitier le plus petit pour un écran 4,5 pouces avec une dimension de 64,9 × 118,3 × 8,9 mm).
- 27 jours d'autonomie
- Son dolby digital plus 5:1
- Technologie Audiance earSmart™ de réduction de bruit ambiant.